# Maria (nummer uit West Side Story)
Maria is een nummer uit de musical West Side Story uit 1957. Het is geschreven door Leonard Bernstein en Stephen Sondheim en wordt in de musical gezongen door het hoofdpersonage Tony. In 1956 werd het nummer voor het eerst gepubliceerd.

## Achtergrond
Maria wordt gezongen door het mannelijke hoofdpersonage Tony, die net heeft ontdekt dat de vrouw op wie hij verliefd is geworden Maria heet. De naam Maria wordt 29 keer gezongen. Bernstein schreef het nummer oorspronkelijk in B-majeur, maar verlaagde dit met een halve toon naar Bes-majeur voor de Broadway-musical. Vervolgens moduleert het naar D-majeur. In de filmversie uit 1961 is het nummer echter te horen in A-majeur met een modulatie naar Des-majeur. Hiernaast staat het nummer bekend om de melodische interval door middel van het gebruik van de tritonus. In het nummer wordt gebruik gemaakt van de lydische toonladder.
Maria wordt in de musical West Side Story gezongen door Larry Kert, die Tony speelde. Hiermee wordt hij gezien als de oorspronkelijke artiest van het nummer. In de film uit 1961 wordt Tony gespeeld door Richard Beymer, maar zijn zangstem werd uitgevoerd door Jim Bryant. In Nederland bereikte een cover door de Tielman Brothers de twintigste plaats in de Top 40 in 1965. Andere artiesten die het hebben gecoverd, zijn Peter Alexander, Andrea Bocelli, Dave Brubeck, José Carreras, George Chakiris, Perry Como, Michael Crawford, Vic Damone, Plácido Domingo, Maynard Ferguson, Marvin Gaye, The Gods, Karel Gott, Josh Groban, Jay and the Americans, Jeremy Jordan, Udo Jürgens, Ramin Karimloo, Stan Kenton, Luis Mariano, Johnny Mathis, Matt Monro, Gene Pitney, Ben Platt, P.J. Proby, Buddy Rich, Sarah Vaughan, Il Volo en Andy Williams.

## Hitnoteringen

### West Side Story

#### NPO Radio 2 Top 2000
| Nummer met noteringen in de NPO Radio 2 Top 2000 | '99 | '00 | '01  | '02  | '03  | '04  | '05  | '06  | '07  | '08  | '09  | '10  | '11  |
| ------------------------------------------------ | --- | --- | ---- | ---- | ---- | ---- | ---- | ---- | ---- | ---- | ---- | ---- | ---- |
| Maria                                            | 445 | -   | 1164 | 1628 | 1038 | 1282 | 1479 | 1493 | 1644 | 1428 | 1877 | 1952 | 1577 |

1. ↑  Een '-' betekent dat het nummer niet was genoteerd en een vetgedrukt getal geeft de hoogste notering aan.
2. ↑  Deze tabel is bijgewerkt tot en met de laatste editie (2024).

### Tielman Brothers

#### Nederlandse Top 40
| Hitnotering week 1 t/m 5: 02-10-1965 t/m 30-10-1965 Hitnotering week 6: 13-11-1965 | Hitnotering week 1 t/m 5: 02-10-1965 t/m 30-10-1965 Hitnotering week 6: 13-11-1965 | Hitnotering week 1 t/m 5: 02-10-1965 t/m 30-10-1965 Hitnotering week 6: 13-11-1965 | Hitnotering week 1 t/m 5: 02-10-1965 t/m 30-10-1965 Hitnotering week 6: 13-11-1965 | Hitnotering week 1 t/m 5: 02-10-1965 t/m 30-10-1965 Hitnotering week 6: 13-11-1965 | Hitnotering week 1 t/m 5: 02-10-1965 t/m 30-10-1965 Hitnotering week 6: 13-11-1965 | Hitnotering week 1 t/m 5: 02-10-1965 t/m 30-10-1965 Hitnotering week 6: 13-11-1965 | Hitnotering week 1 t/m 5: 02-10-1965 t/m 30-10-1965 Hitnotering week 6: 13-11-1965 | Hitnotering week 1 t/m 5: 02-10-1965 t/m 30-10-1965 Hitnotering week 6: 13-11-1965 |
| Week                                                                               | 1                                                                                  | 2                                                                                  | 3                                                                                  | 4                                                                                  | 5                                                                                  |                                                                                    | 6                                                                                  |                                                                                    |
| ---------------------------------------------------------------------------------- | ---------------------------------------------------------------------------------- | ---------------------------------------------------------------------------------- | ---------------------------------------------------------------------------------- | ---------------------------------------------------------------------------------- | ---------------------------------------------------------------------------------- | ---------------------------------------------------------------------------------- | ---------------------------------------------------------------------------------- | ---------------------------------------------------------------------------------- |
| Nummer                                                                             | 35                                                                                 | 20                                                                                 | 23                                                                                 | 24                                                                                 | 27                                                                                 | uit                                                                                | 38                                                                                 | uit                                                                                |